# Спорт у Кропивницькому

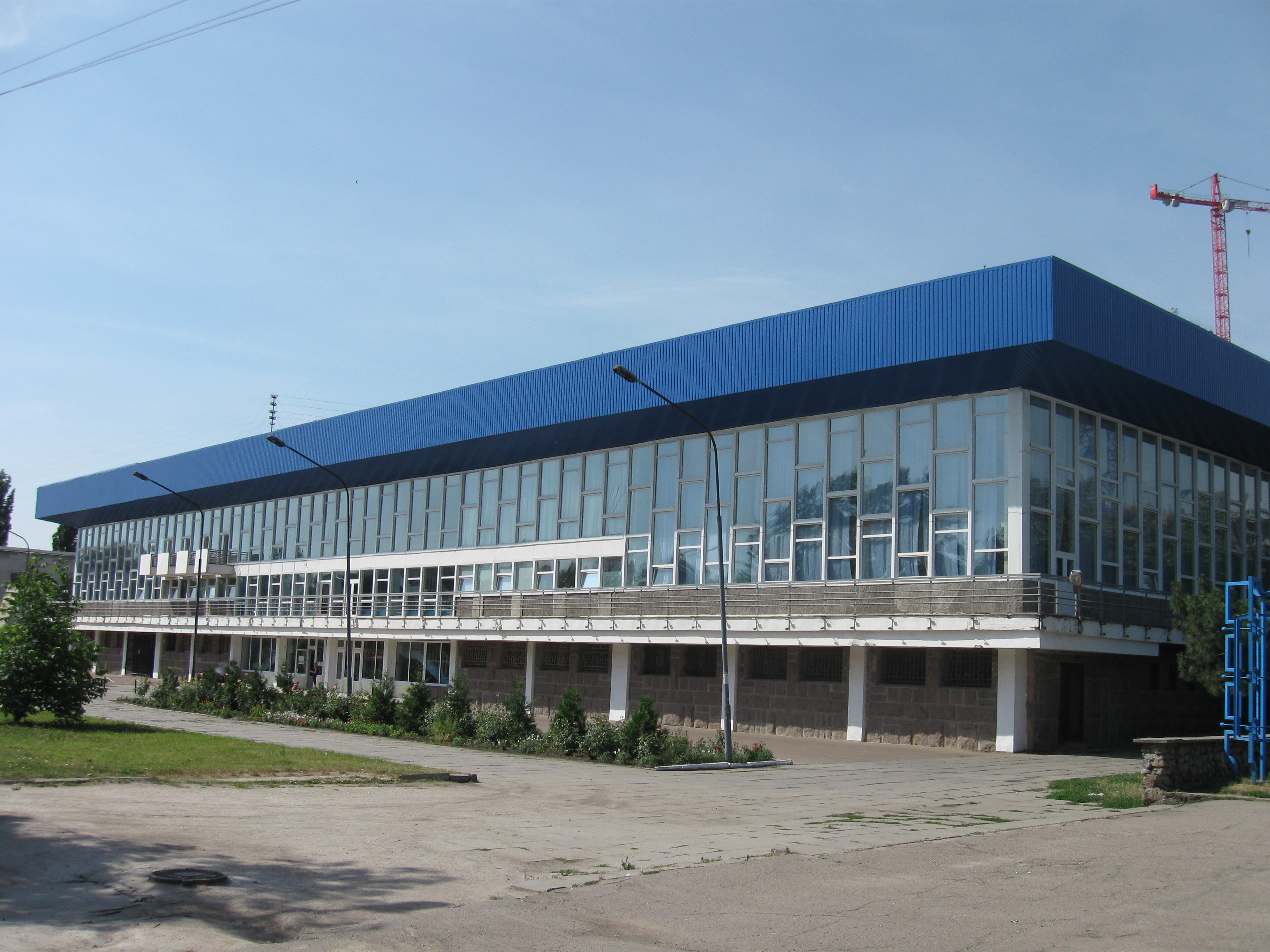
Спеціалізована дитячо-юнацька школа олімпійського резерву «Надія»

Стаття «Спорт у Кропивницькому» присвячена висвітленню проблематики спорту й фізкультури в обласному центрі України місті Кропивницький.
В цілому найбільш популярними, зокрема за кількістю осіб, котрі займаються тим чи іншим видом спорту, в Кропивницькому (за даними на 2008 рік) є футбол (886 осіб), дзюдо (841 особа), легка атлетика (738 осіб), плавання (685 осіб), гімнастика спортивна (503 особи), бокс (583 особи), баскетбол (486 осіб), велоспорт (424 особи), а от за результатами виступів у змаганнях професіональних спортсменів-кропивничан (оцінюються за всеукраїнським рейтингом), впевнено лідирують бейсбол, спортивна гімнастика, хокей на траві, плавання, стрільба кульова, важка атлетика.

## Народились
- 1926 — Суетін Олексій Степанович — шахи
- 1929 — Гамарник Григорій Олександрович — боротьба
- 1943 — Конфедерат Борис Васильович — футбол
- 1944 — Поркуян Валерій Семенович — футбол
- 1947 — Кацман Олексій Йосипович — футбол
- 1969 — Канчельскіс Андрій Антанасович — футбол
- 1969 — Тесленко Олена Леонтіївна — легка атлетика
- 1970 — Фесечко Віктор Миколайович — бокс
- 1974 — Симоненко Олександр Сергійович — велоспорт
- 1977 — Глущенко Андрій Олександрович — тріатлон
- 1980 — Зелепукіна Світлана Володимирівна — спортивна гімнастика
- 1980 — Назаренко Сергій Юрійович — футбол
- 1981 — Мезенцев Руслан Володимирович — спортивна гімнастика
- 1981 — Черв'як Олександр — бокс
- 1983 — Довгаль Юлія Віталіївна — важка атлетика
- 1983 — Русол Андрій Анатолійович — футбол
- 1984 — Пятов Андрій Валерійович — футбол
- 1985 — Френкель Олександр — бокс
- 1987 — Майструк Ірина — спортивне плавання
- 1989 — Коноплянка Євген Олегович — футбол
- 1992 — Голенкова Валентина Михайлівна — спортивна гімнастика
- 1992 — Осадчий Дмитро Сергійович — футбол
- 1996 — Зозуля Олександр Олегович — футбол
- 1996 — Дмитро Тимашов — хокей

## Померли
- 1942 — Посунько Данило Герасимович — боротьба
- 2016 — Манько Володимир Володимирович — плавання
- 2017 — Кацман Олексій Йосипович — футбол

## Спортивна інфраструктура
У Кропивницькому працює 13 дитячо-юнацьких спортивних шкіл, 1 — ШВСМ, в яких займається 6,6 тис. дітей. Залученню дітей до занять спортом сприяє робота фізкультурно-спортивних товариств, спортивних клубів та громадських об'єднань.
До послуг любителів спорту і фізкультури (станом на 2008 рік) — 4 стадіони, 202 спортивних майданчики, 1 водноспортивна база, 4 тенісних корта, 8 футбольних полів, 20 стрілецьких тирів, 66 спортивних залів, 93 приміщення для занять фізкультурно-оздоровчою роботою, серед яких 48 обладнані тренажерами, є плавальний басейн, льодова ковзанка, атлетичне містечко з тренажерним обладнанням, 4 футбольних поля зі штучним покриттям.
Центральною спортивною ареною Кропивницького є футбольний стадіон «Зірка» місткістю в 20 тис. глядачів, що є домашнім полем для футбольного клубу першої ліги «Зірка» (виступав у вищій лізі Чемпіонату України з футболу в сезонах 1995/1996 — 1999/2000 та у сезоні 2003/2004). Тут же, на центральному стадіоні «Зірка» відкрито «Алею спортивної слави», де щороку відзначають найкращих спортсменів, тренерів, спортивні колективи, громадських діячів, спонсорів.
Гордістю Кропивницького є СДЮШОР «Надія» (має у своєму розпорядженні велику комплексну спортивну споруду в центрі міста), яка за час свого існування від березня 1975 року підготувала переможців і призерів Олімпійських ігор, чемпіонатів світу, інших престижних міжнародних і внутрішніх змагань, численних майстрів спорту і тисячі кандидатів у майстри спорту..

### Стадіони
- стадіон АРЗ
- Бейсбольний стадіон «Діамант»
- Стадіон «Зірка» імені Станіслава Березкіна
- кропивницький іподром

### Навчальні заклади
- СДЮШОР «Надія»
- Факультет фізичного виховання Центральноукраїнського державного педагогічного університету. У даному навчальному закладі навчались 29 МСМК, 17 ЗМС, 19 МСУ, багато КМС, заслужених тренерів і науковців.

## Команди з Кропивницького
- баскетбольні команди:
  - «Єлисавет-Баскет»
- бейсбольні команди:
  - «Біотехком-КНТУ»
- футбольні клуби:
  - «Буревісник-Ельбрус»
  - «Зірка»
  - «Зірка-2»
  - «Ікар-ДЛАУ»
  - «Олімпік»

## Виду спорту

### Інваспорт
У місті широко представлено інваспорт. Серед знаних спорсменів можна виділити чемпіонів Паралімпійських ігор:
- Андрюшин Юрій Сергійович,
- Соломонова Алла Анатоліївна.